# بوشيني ثنائي اللون
بوشيني ثنائي اللون (الاسم العلمي: Puccinia bicolor) هو نوع من الفطريات يتبع جنس البوشيني من فصيلة البوشينية.